# Сутра
Сутра (санскрит: सूत्र sū́tra) или сута (пали: sutta) се обично преводи као нит, потка.
У будизму се односи на говор Буде или ученика који су живели у његово време. После Будине смрти сутре су преношене на пали језику према добро утврђеној усменој предаји и коначно преточене у писану форму на Шри Ланки око 100. године п. н. е. Преко 10.000 сутти су сакупљене у Сутта Питаки, једном од основних корпуса литературе теравада будизма. Пали сутте се генерално сматрају најстаријим записима Будиног учења.